# Bohumil Modrý

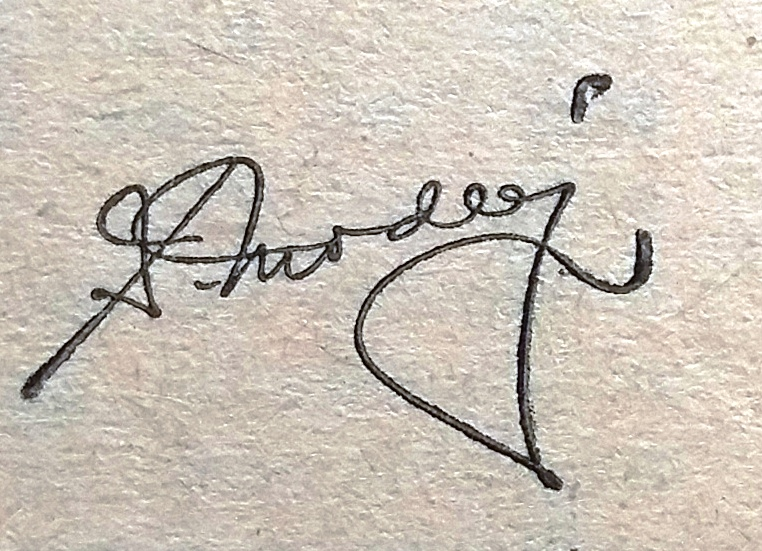
Podpis Bohumila Modrého

Bohumil Modrý (24. září 1916 Smíchov – 21. července 1963 Praha) byl český hokejový brankář a politický vězeň. Je členem Síně slávy českého hokeje a Síně slávy IIHF.

## Hráčská kariéra
Lední hokej začal hrát jako dvacetiletý v klubu LTC Praha a již rok na to byl díky svým výborným fyzickým dispozicím, talentu i vzornému charakteru vybrán do národního mužstva.
Před 2. světovou válkou hrál za velmi populární klub LTC Praha, společně např. se Stanislavem Konopáskem.
Ve své době byl považován za nejlepšího brankáře v Evropě. Jako člen národního týmu dvakrát získal titul mistra světa (1947, 1949) a ze Zimních olympijských her 1948 si přivezl stříbrnou medaili.
Na olympijském turnaji ve Švýcarsku zaujal natolik, že mu byla nabídnuta možnost působit v Kanadě. Po návratu mu ministr Kopecký slíbil povolení ke hraní v NHL udělit. Jedinou podmínkou byla jeho účast na MS ve Švédsku v roce 1949. Tuto podmínku splnil a přivezl odtud s týmem zlaté medaile. Přesto bylo později rozhodnuto jinak: údajně by svým působením v zámoří ohrozil bezpečnost republiky. Po tomto rozhodnutí ukončil své působení v reprezentaci a přípravy mužstva na MS 1950 v Londýně se již neúčastnil.
Kromě ledního hokeje hrál i českou házenou za Slavii Praha.

## Inženýrská činnost
Po skončení druhé světové války byl národním správcem cihelny v Lanškrouně. Protože byl původní profesí stavební inženýr, v roce 1948 vytvořil pro Lanškroun regulační plán. Navrhl např. přístav Lanškroun na vodním kanálu Labe-Dunaj, letiště nebo propojení železniční přípojky z Rudoltic do Letohradu.

## Osobní život
V září 1940 se oženil s Erikou Weiserovou, Švýcarkou narozenou v Praze. S manželkou a dvěma dcerami, Alenou (* 1943) a Blankou (* 1946), žil po roce 1945 v Lanškrouně v ulici Nádražní čp. 418.
Stal se obětí komunistického režimu. V březnu 1950 byl spolu s dalšími jedenácti spoluhráči zatčen a v tajném, politicky vykonstruovaném soudním procesu s vyloučením veřejnosti obžalován a odsouzen na 15 let vězení za špionáž a velezradu. Jednalo se o neslavně proslulou „Causu Modrý“ nebo „Případ Modrý". Na jaře 1955 byl po krutém věznění v Praze na Pankráci, v Plzni na Borech a při těžbě uranové rudy na dole Barbora v Jáchymově bez ochrany proti radioaktivnímu záření propuštěn. Na následky věznění poté v roce 1963 předčasně zemřel ve věku 46 let. V roce 1968, pět let po své smrti, byl rehabilitován.
Dodnes není plně jasné, o co v jeho kauze šlo. Vláda se obávala možné emigrace hráčů, o které uvažovali již na olympijských hrách ve Švýcarsku. To by byl obrovský morální políček celému systému – navíc když již předtím emigrovali například mistryně světa v krasobruslení Ája Vrzáňová a Jaroslav Drobný (mistr světa v hokeji a později i vítěz tenisového Wimbledonu).

## Uctění památky

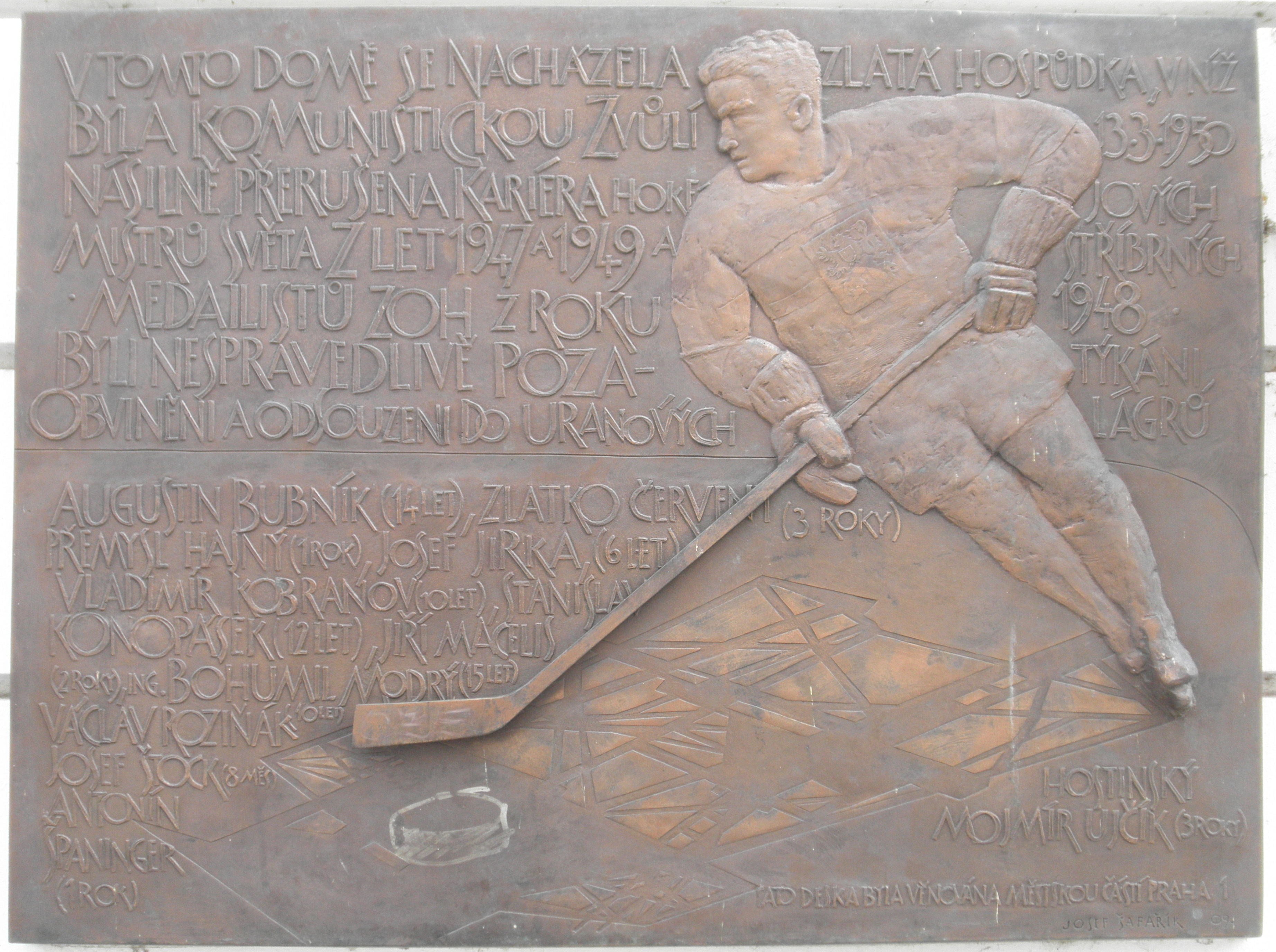
Pamětní deska československých hokejistů zatčených a odsouzených v roce 1950

- V roce 1968 byl jmenován zasloužilým mistrem sportu in memoriam.[3]
- Po Bohumilu Modrém byla v Lanškrouně v roce 1994 pojmenována ulice a byla mu odhalena busta.
- V říjnu 2008 byla po něm pojmenována jedna z pražských ulic v oblasti Vysočan a Hloubětína.
- Je čestným občanem města Lanškrouna a je zde po něm pojmenována sportovní hala.[4]
- Modrého osud zachycuje román rakouského spisovatele Josefa Haslingera Jáchymov, který vyšel i česky.
- Dne 15. května 2011 byl společně s Ladislavem Trojákem uveden do Síně slávy IIHF.[5]